# Скити
Скити (из стгрч. Σκύθης, Σκύθοι) или Скићани, такође познати и као Искуза, Аскуза, Сај или Сака (из стперс.; на стгрч. Σάκαι), су били номадски народи и племена иранског порекла која су у 8. и 7. веку п. н.e. мигрирала из средишње Азије на подручје чије је средиште била данашња Украјина, и где су основали тзв. Скитско краљевство. Скитија се протезала све од Дунава на западу па до граница Кине на истоку, а владавина овог народа одржала се негде до 2. века п. н.e. До краја антике, Сармати, народ њиховог порекла доминирао је западом Скитије. Велики део вредних информација о Скитима долази од грчког историчара Херодота (око 440. п. н. е). Име Скит се такође користило за народе који су живели било где на великом простору данашње централне Азије, Украјине и Русије, простор који је до средњовековних времена био познат као Скитија. Пример су Готи из тих предела које су такође називали Скитима.

## Језик
Скитски језик, заједно са језиком Сака, припада породици индоевропских језика. Као такав, скитски је класификован као грана иранског језика, али многа племена која су живела на њиховој великој територији говорила су другим језиком.

## Азијски скити

### Саке
Староперсијски и санскрит извори наводе један племенски народ источноиранског порекла, који је живео на евроазијским степама.
Историчари су ове Ските издвојили у релативно новије време, на основу дебате о њиховом опису код старих античких писаца, као што су Херодот и Плиније Старији и на вавилонским писаним плочама. Истоимене Ските, али са различитим називима за њих (Сака, Шака, Сек и Сакај), познавали су, осим Персијанаца и Грка, и Кинези у регионима Ташкента, Фергане и Кашгара (данашњи Узбекистан). Ови народи су припадали групи скитско-сарматских номада са северних степа, који су имали великог утицаја у региону. Богате гробнице древне Бактрије у Таџикистану и Тила Тепа у Авганистану (познато по археолошком налазу Бактријског злата) потичу из тог периода и везани су за народе Сака.

### Индоскити
Скитско-сарматске Саке су у 2.–1. веку п. н. е. са степа мигрирале према Пакистану и Индији где су такође формирали групу народа познату као Индоскити.
Потискивани од супарничких Јуечија (или Дарози) око 140. или 130. п. н. е. напали су Соргдијану и Бактрију и одатле истерали Грке, а након тога, бежећи од Јуечија кренули ка југу, оснивајући своју државу Сакастан, каснији персијски Систан.